# Феррет
Ферре́т (фр. Ferrette) — коммуна на северо-востоке Франции в регионе Гранд-Эст (бывший Эльзас — Шампань — Арденны — Лотарингия), департамент Верхний Рейн, округ Альткирш, кантон Альткирш.
Площадь коммуны — 1,94 км², население — 1063 человека (2006) с тенденцией к снижению: 779 человек (2012), плотность населения — 401,6 чел/км².

## Население
Численность населения коммуны в 2011 году составляла 828 человек, а в 2012 году — 779 человек.
| 1962 | 1968 | 1975 | 1982 | 1990 | 1999 | 2004 | 2006 | 2009 | 2011 | 2012 |
| ---- | ---- | ---- | ---- | ---- | ---- | ---- | ---- | ---- | ---- | ---- |
| 708  | 798  | 783  | 727  | 863  | 1020 | 1041 | 1063 | 873  | 828  | 779  |

Динамика населения:

## Экономика
В 2010 году из 605 человек трудоспособного возраста (от 15 до 64 лет) 484 были экономически активными, 121 — неактивными (показатель активности 80,0 %, в 1999 году — 76,8 %). Из 484 активных трудоспособных жителей работали 435 человек (274 мужчины и 161 женщина), 49 числились безработными (30 мужчин и 19 женщин). Среди 121 трудоспособных неактивных граждан 32 были учениками либо студентами, 25 — пенсионерами, а ещё 64 — были неактивны в силу других причин.
На протяжении 2011 года в коммуне числилось 385 облагаемых налогом домохозяйств, в которых проживало 812,5 человек. При этом медиана доходов составила 22215 евро на одного налогоплательщика.

## Достопримечательности (фотогалерея)

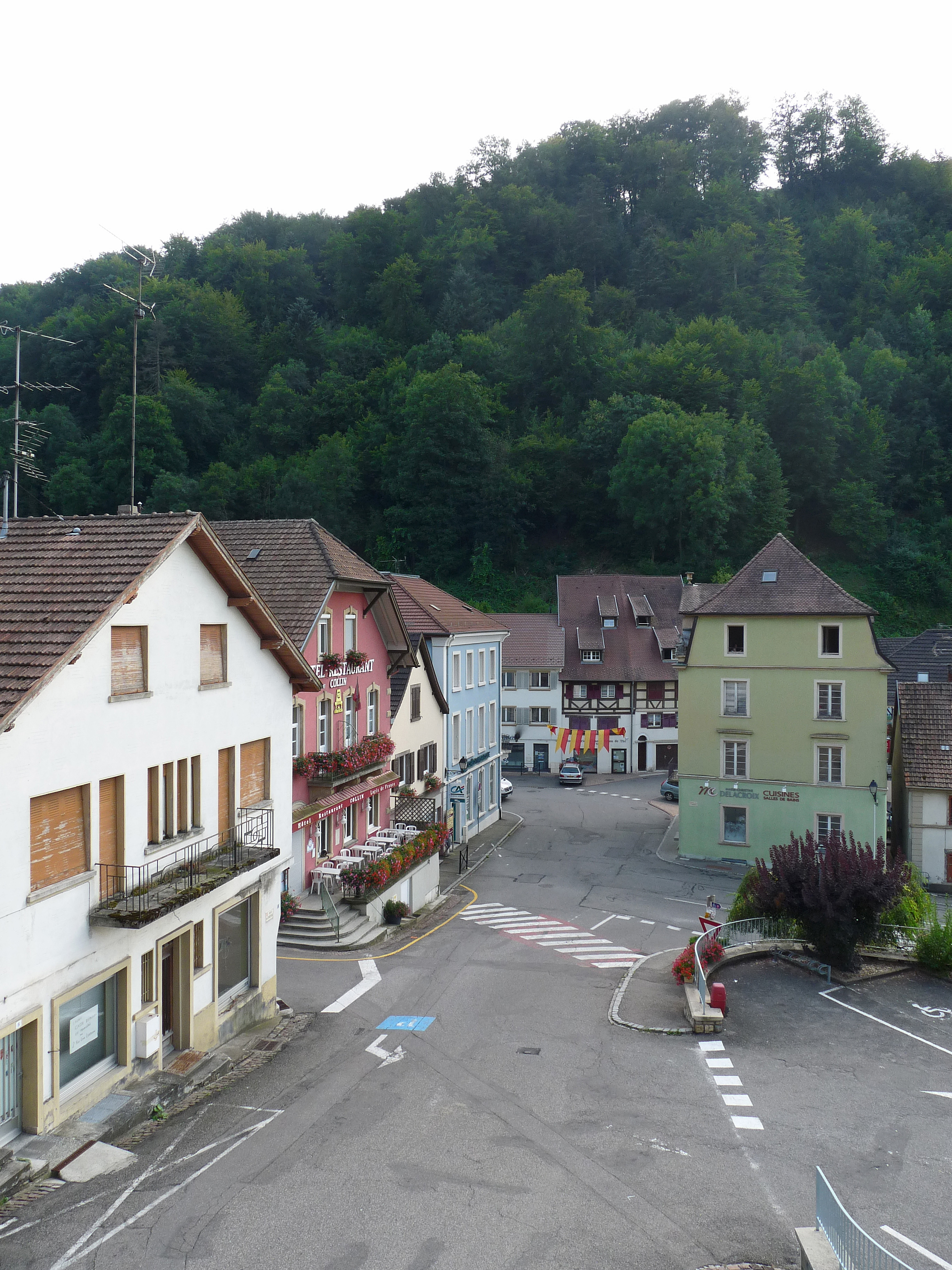
Центр
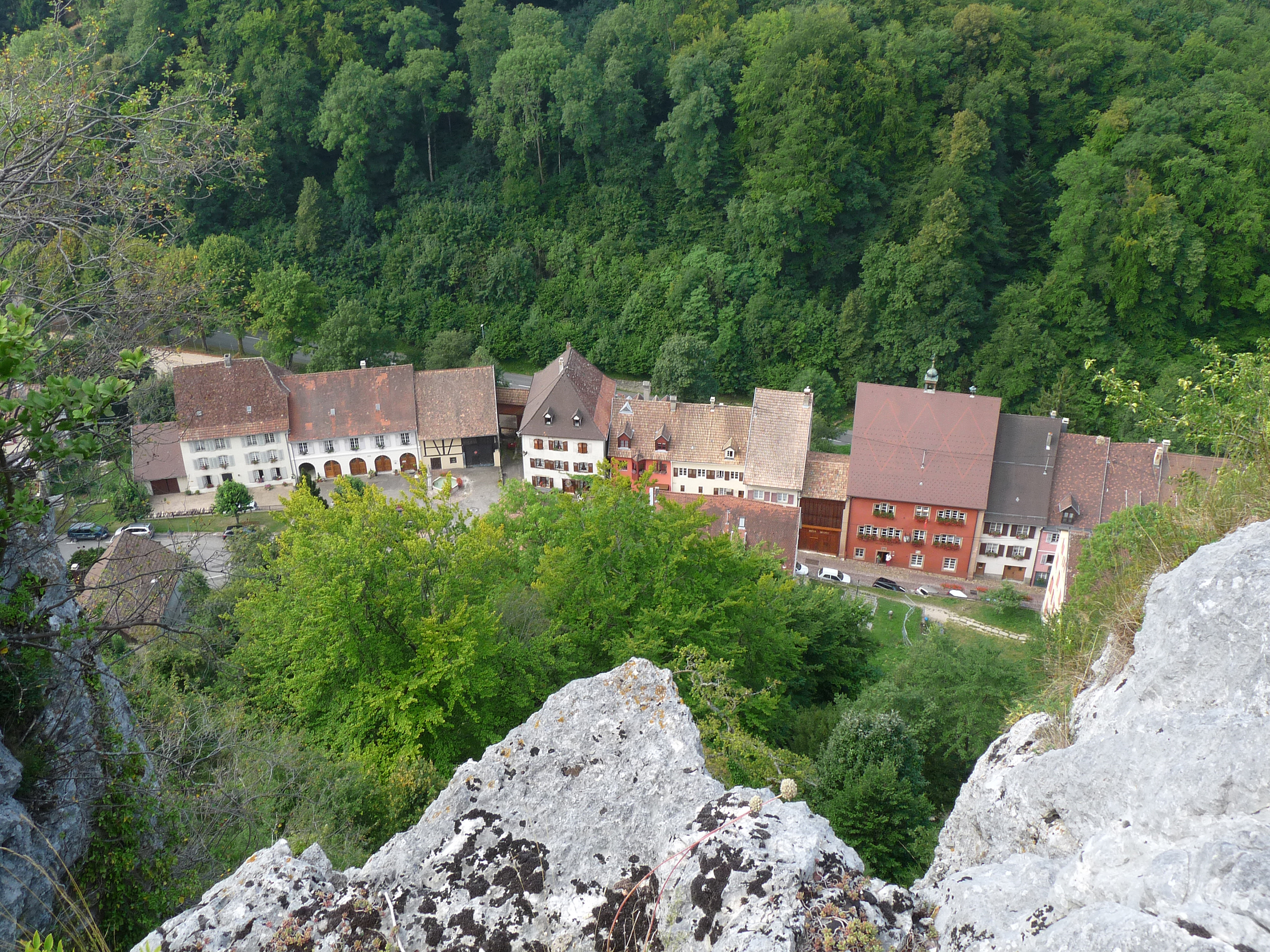
Вид со стороны шато
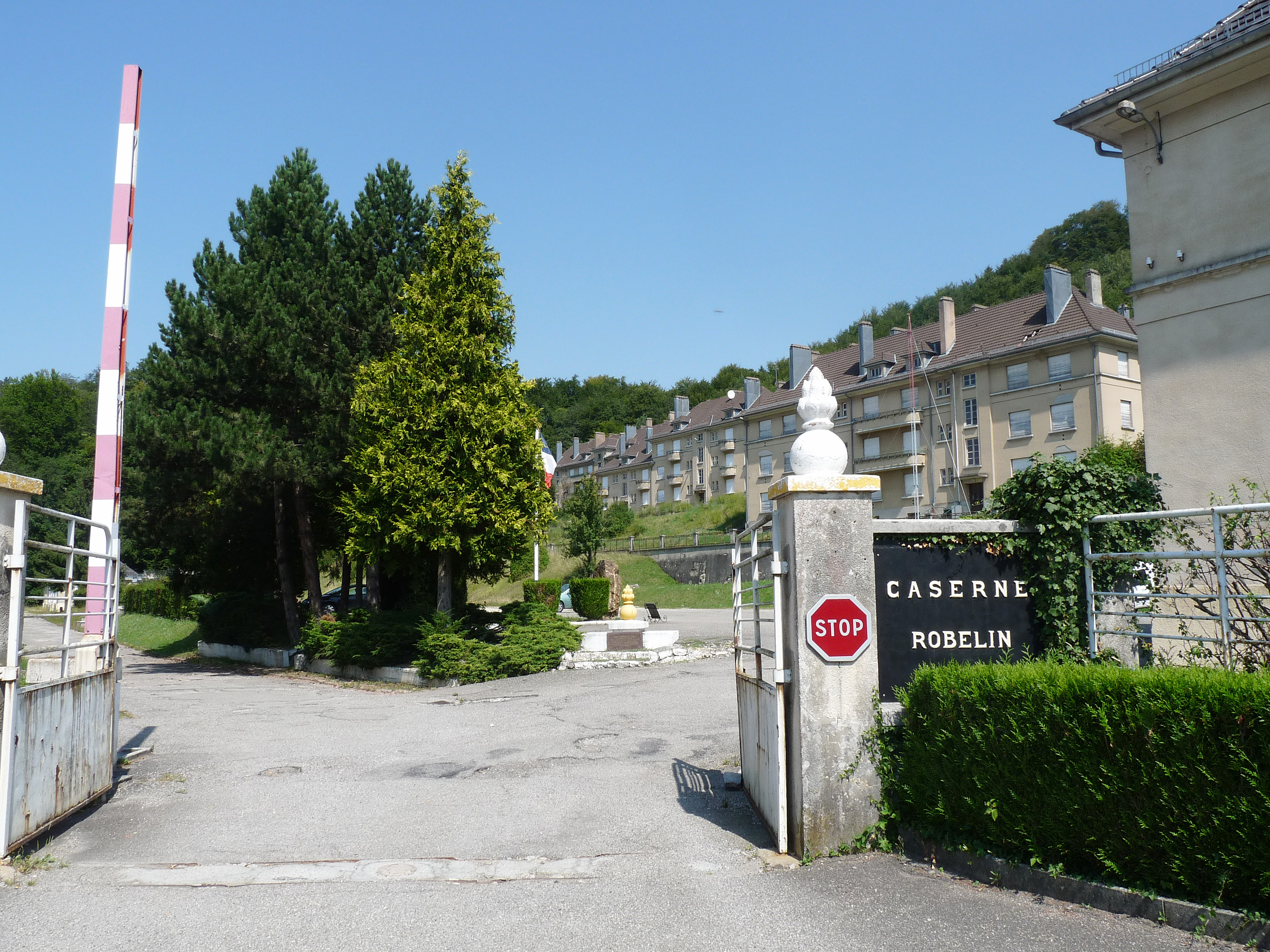
Казармы жандармерии
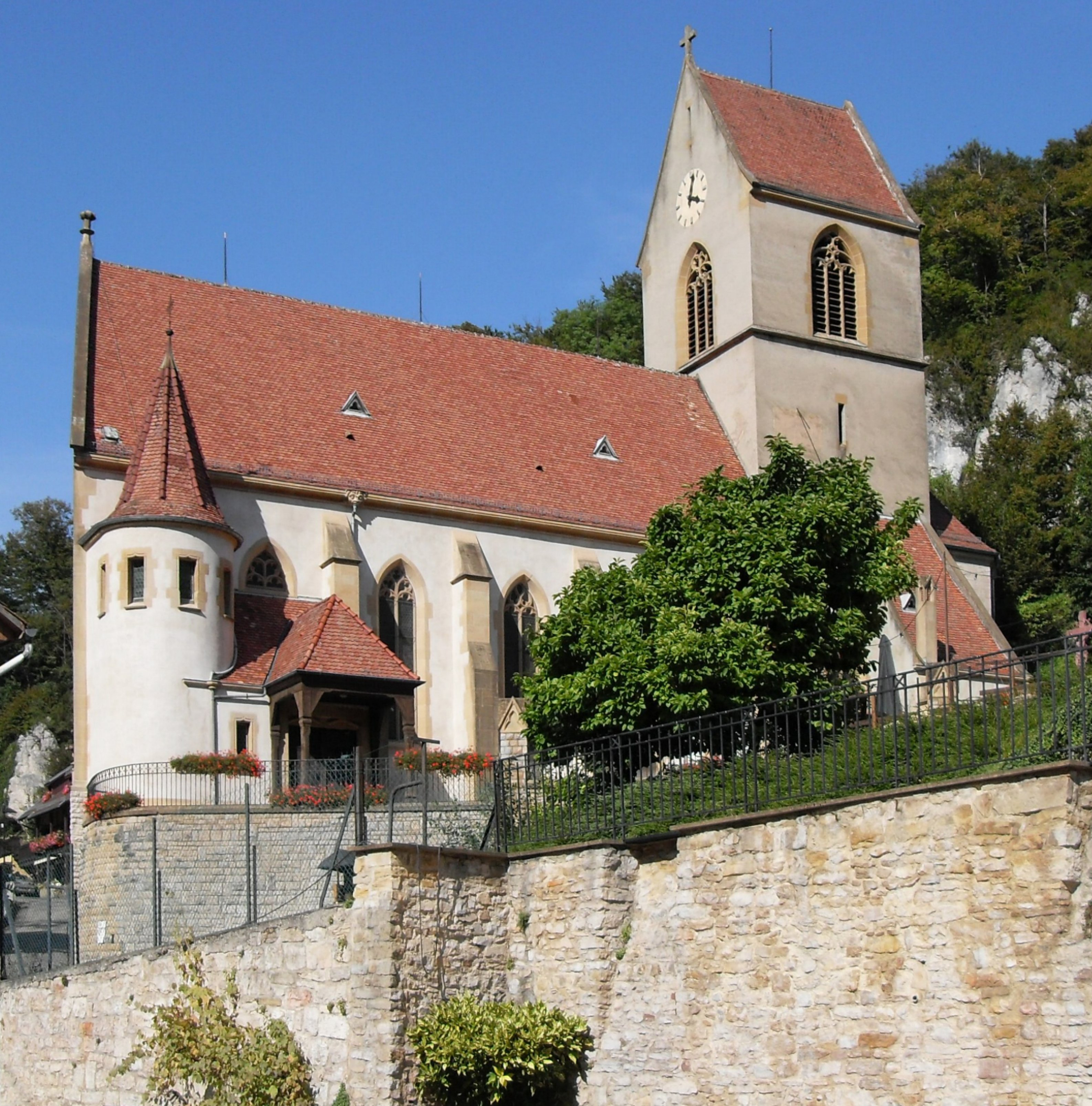
Церковь Сен-Бернар-де-Ментон
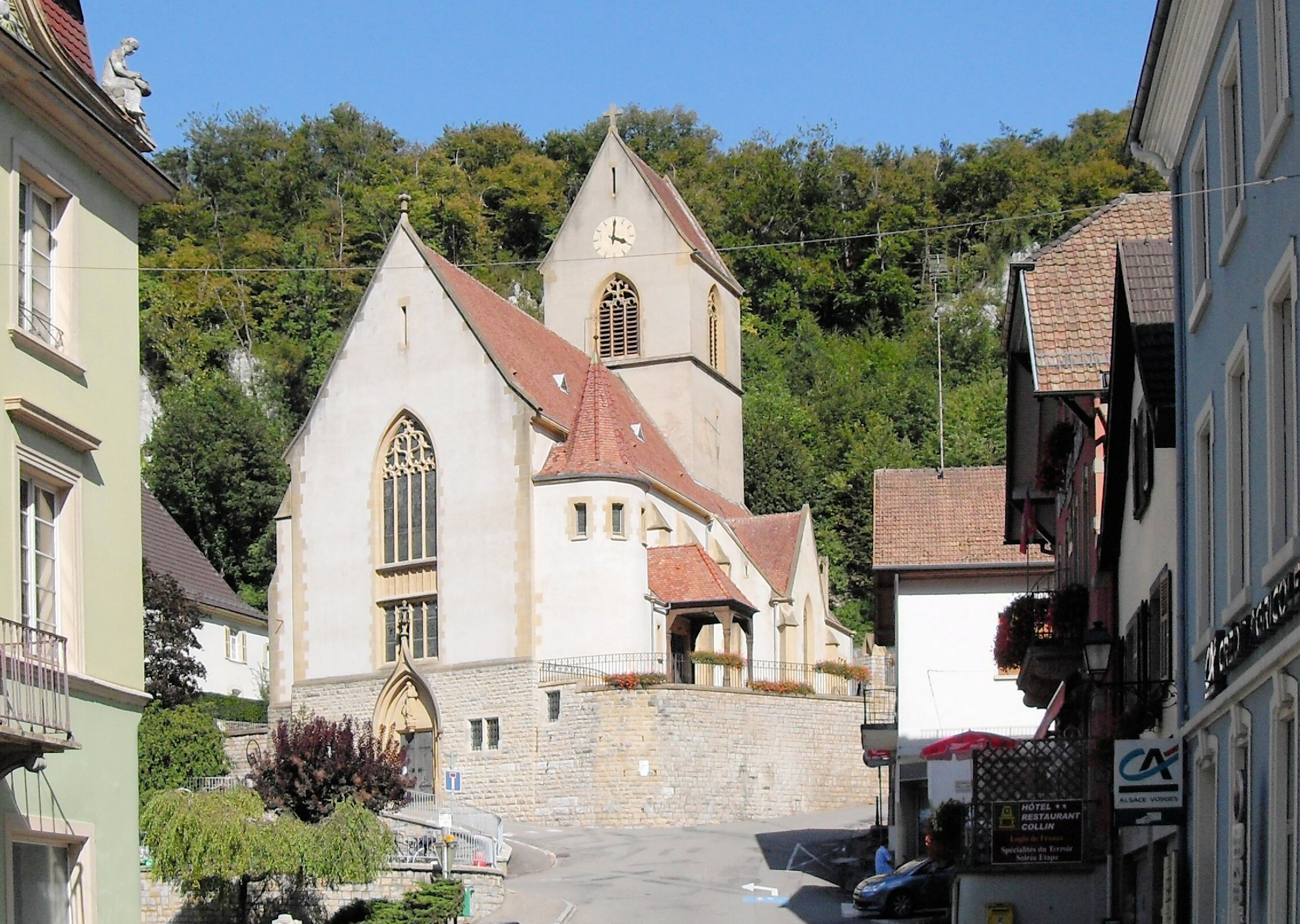
Вид на церковь